# Theridula albonigra
Theridula albonigra är en spindelart som beskrevs av Lodovico di Caporiacco 1949. Theridula albonigra ingår i släktet Theridula och familjen klotspindlar.
Artens utbredningsområde är Kenya. Utöver nominatformen finns också underarten T. a. vittata.